# André Frédéric Cournand
André Frédéric Cournand (París, 24 de septiembre de 1895-Great Barrington, 19 de febrero de 1988) fue un médico y fisiólogo francés. Obtuvo el Premio Nobel de Fisiológía y de Medicina en el año 1956, junto con Werner Forssmann y Dickinson W. Richards, por sus trabajos sobre la realización del cateterismo cardíaco.

## Inicios
André Frédéric Cournand nació en París, Francia, siendo el segundo de los cuatro hijos de Jules Cournand, un estomatólogo y su esposa Marguérite Weber. Recibió su educación primaria y secundaria en el Lycée Codorcet y obtuvo el grado de Bachiller en la Facultad de Letras en la Sorbona en 1913, obteniendo un diploma de Física, Química y Biología otorgado por la Facultad de Ciencias al año siguiente. Sus estudios médicos, los inició en 1914, los cuales fueron interrumpidos por haber sido voluntario para el Ejército Francés. De 1915 a 1918, perteneció al Regimiento de Infantería y al Batallón Quirúrgico y le fue otorgada la Cruz de Guerra con tres estrellas de bronce. Estando en el Ejército, finalizó la Primera Guerra Mundial y reinició sus estudios de Medicina, siendo interno en el Hospital de París en 1925. Durante los años siguientes el obtuvo mucha experiencia clínica, principalmente en Medicina Interna bajo la tutela del Profesor Achard. En enfermedades del tórax, bajo el Profesor Rist. En enfermedades pediátricas, en la tutela del Profesor Debré y en neurología bajo la tutela del Profesor Guillaín. Publicó su tesis titulada "Esclerosis Aguda Diseminada" y obtuvo el grado de Médico Cirujano por la Universidad de París en mayo de 1930.

## Su viaje a los Estados Unidos
Ansioso para el estudio y el trabajo en los Estados Unidos, Cournand inició su residencia en el Servicio de Tuberculosis (más tarde Clínica del Tórax), de la Universidad de Columbia, División del Hospital Bellevue en Nueva York, en donde fue dirigido por los Profesores James Alexander Miller y J. Burns Ambeson. Se le ofreció la oportunidad de ser Jefe de Residentes de este servicio, bajo la guía del Profesor Dickinson W. Richards, del servicio de fisiología y fisiopatología de la respiración. El decidió permanecer en Estados Unidos y se hizo ciudadano estadounidense en 1941.

## El Premio Nobel de Fisiología y Medicina en 1956
Su trabajo en colaboración con Richards, le darían a ellos años más tarde, la obtención del Premio Nobel de Fisiología y Medicina, por demostrar una técnica para realización de cateterismo cardíaco. El trabajo de Cournand fue de tiempo completo en el campo de la Investigación Médica realizado exclusivamente en el Servicio de Tórax del Hospital Bellevue, donde él era médico visitante. En el Laboratorio Cardio-pulmonar, muchos investigadores clínicos de Estados Unidos y de otros países, trabajaban en el desarrollo de métodos de exploración fisiológica del sistema cardiopulmonar. Los trabajos académicos de Cournand en el Colegio de Médicos y Cirujanos de la Universidad de Columbia, fueron ya como Instructor en Medicina en 1934 a Profesor de Medicina en 1951.

## Reconocimientos científicos
Cournand había colaborado en editoriales de revistas de muchas publicaciones médicas y fisiológicas: Circulación, Revisiones Fisiológicas, en la Revista Americana de Fisiología y también en la Revista de Fisiología y Revisión Francesa de los Estadios Clínicos y Biológicos. Durante la Segunda Guerra Mundial, fue el investigador responsable de la Oficina Científica y del Desarrollo y fue asesor del Servicio de Química de la Guerra. Fue jefe del estudio de la Sección Cardiovascular del Instituto Nacional de Cardiología dependiente del Servicio de Salud Pública de 1956 a 1959.
En 1950 el Profesor Cournand fue miembro de la Sociedad Harvey de la cual sería su presidente en 1960-1961, y del Real Colegio de Médicos y Cirujanos de Canadá en 1952 y también fue seleccionado por la Asociación de Médicos de la Lengua Francesa en 1951 al momento de su fallecimiento en donde hizo una exposición de la fisiopatología de la insuficiencia cardíaca crónica. Él participó en el Einthoven Memorial en la Universidad de Leiden en Holanda en 1958 y con el Dr. Albert Wanderer Gedenkworlesung en la Universidad de Berna en Suiza en 1962. Muchos institutos han reconocido sus trabajos y recibió la medalla de plata Anders Retzius que le otorgó la Sociedad Sueca de Medicina Interna en 1946, el Premio Lasker de la Asociación de Salud Pública de los Estados Unidos en 1949, así como el reconocimiento otorgado por Philipss Memorial del Colegio Americano de Médicos en 1952 y la medalla de oro de la Real Academia de Medicina de Bélgica y de la Academia Nacional de Medicina de Paris en 1956. Asimismo, recibió el II Premio Lección Conmemorativa Jiménez Díaz otorgado por la Fundación Conchita Rábago en 1970. Fue elegido Dr. honoris causa de las siguientes Universidades: Estrasburgo en 1957, Lyon en 1958, Bruselas en 1959, Pisa en 1961 y de la Universidad de Birmingham en 1961. Fue miembro de la Delegación General Científica de Técnica del Gobierno Francés desde 1958 y un oficial de la Legión de Honor y Comandante de Academias. Fue miembro de la Sociedad Americana de Fisiología, de la Asociación de Médicos Americanos, de la Asociación de la Clínica Americana y Climatológica, así como de la Asociación Americana de Cirugía de Tórax. En 1958 miembro de la Academia Nacional de Ciencias de los Estados Unidos de América. También perteneció a Asociaciones Extranjeras: Associé Etranger de l'Academie Nationales de Médecine, París 1960. Miembro Honorario de la Sociedad Sueca de Medicina Interna, de la Sociedad Brítánica de Cardiología y de la Sociedad Médica de los Hospitales de París. Fue también miembro extranjero como un corresponsal de la Real Academia de Bélgica y miembro de la Academia de Ciencias del Instituto de Francia.
En 1981, Cournand fue miembro fundador del Consejo Cultural Mundial.

## Entorno familiar
Cournand estuvo casado con Sibylle Blúmer la cual falleció en 1959. Ella fue viuda de Birel Rosset, habiendo adoptado al hijo de ella de nombre Pierre Birel Rosset-Cournand quién murió en acción en Francia en 1944 después de una brillante carrera militar. Sus tres hijas son Muriel (Madame J. F: Jaeger), quién vive en París. Marie-Eve (Mrs Norman Stewart Walker), quién vive en Nueva York y Marie-Claire.
Cuando joven Cournand fue un deportista entusiasta, jugando fútbol (balompié) y tenis, además de ser aficionado al montañismo. Era miembro del G.H:M: del Club Alpino Francés y también miembro del Club Alpino Americano.

## Fallecimiento
André Frédéric Cournand, el francés nacionalizado estadounidense, falleció el 19 de febrero de 1988.